# Tri tably
Tri tably (825 m n. m.)  je nejvýše položené turisticky přístupné sedlo ve Vihorlatských vrších, je důležitým rozcestníkem na turistických trasách. Setkávají se tu chodníky ze směrů jako Morské oko, Sninský kámen, Zemplínske Hámre, či Motrogon.
Na některých mapách je sedlo nesprávně označováno jako Tri table, správný název je ale Tri podokna  , tak je to uvedeno v seznamu standardizovaných názvů vrchů, dolin, průsmyků a sedel, který vydává Úřad geodézie, kartografie a katastru Slovenské republiky .
Patří do území Vihorlatský prales , zkráceně i Vihorlat, které bylo v roce 2007 zapsáno do seznamu Světového přírodního dědictví UNESCO v kategorii Karpatské bukové pralesy a staré bukové lesy Německa ( anglicky Primeval Beech Forests of the Carpathians and the Ancient Beech Forests of Germany Důvodem byly zachovalé bukové pralesy s více než 240letými exempláři. Zároveň patří do lokality Mořské oko (SKUEV0209) , která je územím evropského významu soustavy Natura 2000.
V sedle upoutává travertinová socha s bohatým obsahem minerálu aragonit, kterou vytesal sochař Ladislav Staňo. Socha vyobrazuje starou pověst.

## Přístup
- po  červené značce Remetské Hámre – Lysák – Rozdiel – Motrogon – Tri tably – Sninský kameň – Nežabec – Strihovská poľana – Fedkov – Strihovské sedlo – Jaseňovský vrch – Diel – Veľka Vavrová – Sokolovec – Podhoroď
- po  modré značce Snina – Sninské rybníky – Sninský kameň – Tri tably – Morské oko – Remetské Hámre
- po  žluté značce Zemplínske Hámre – Tri tably

## Galerie

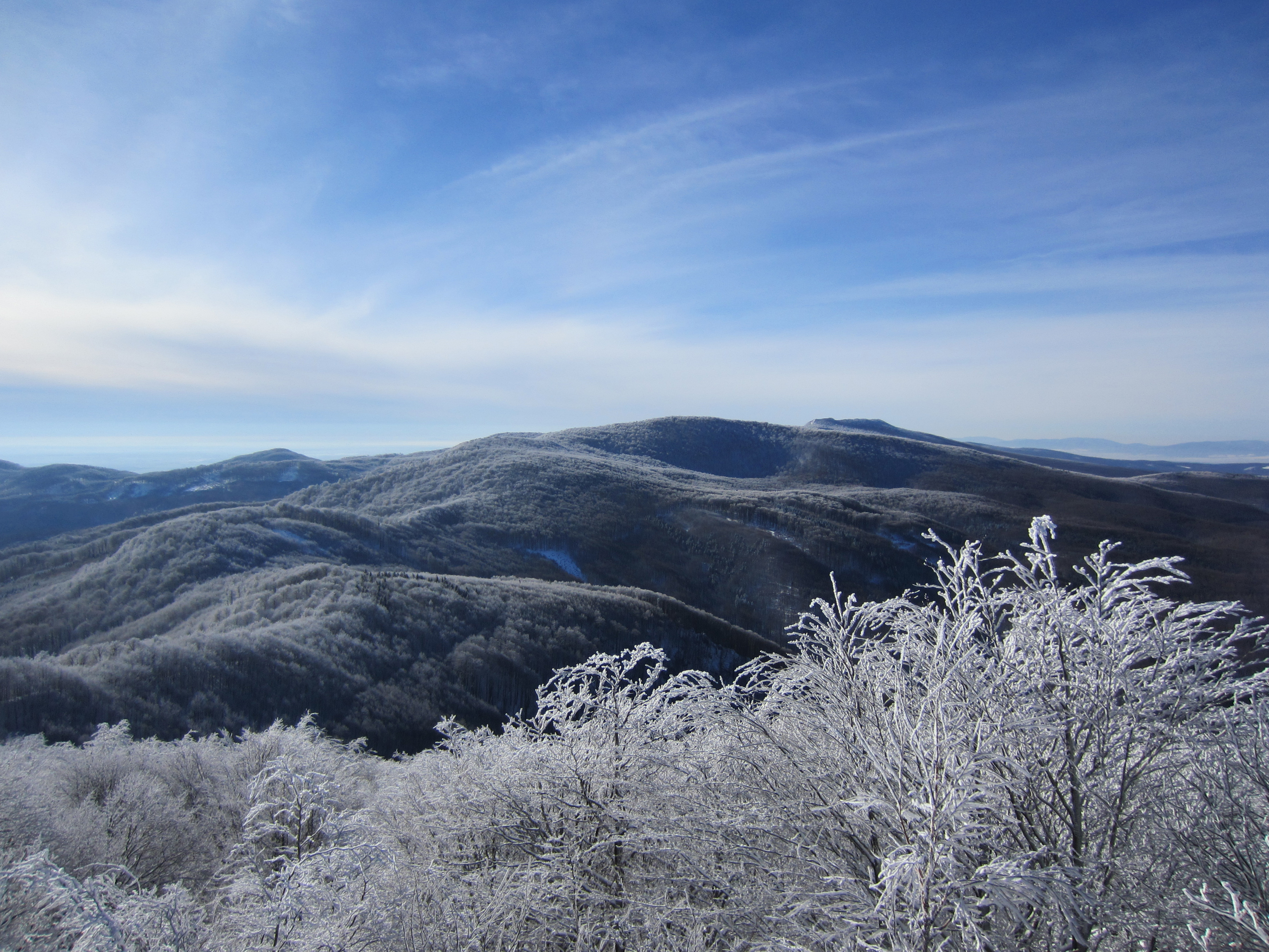
Pohled do sedla Tri podokna (vlevo) ze Sninské kamene
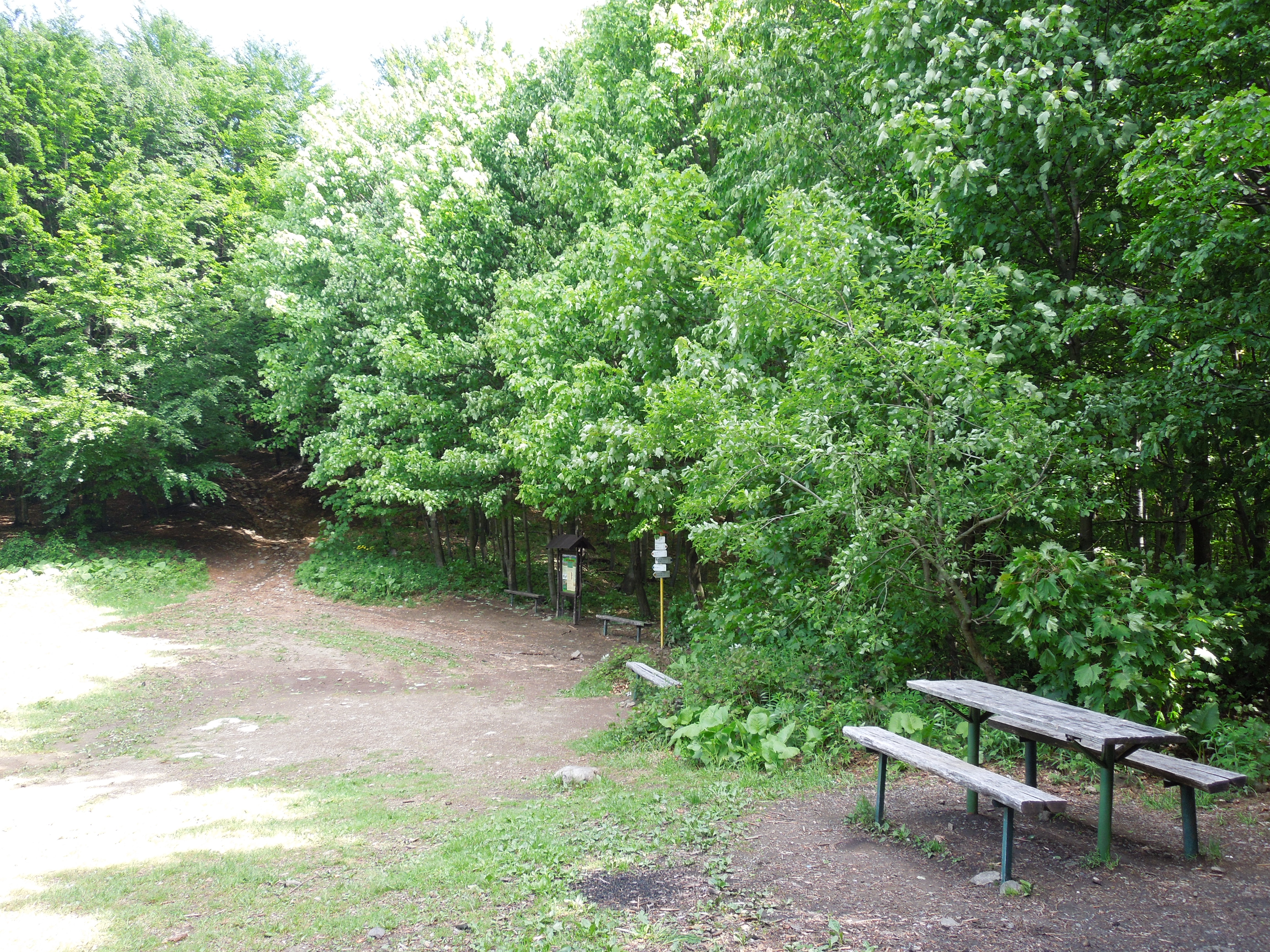
Sedlo Tri podokna v květnu
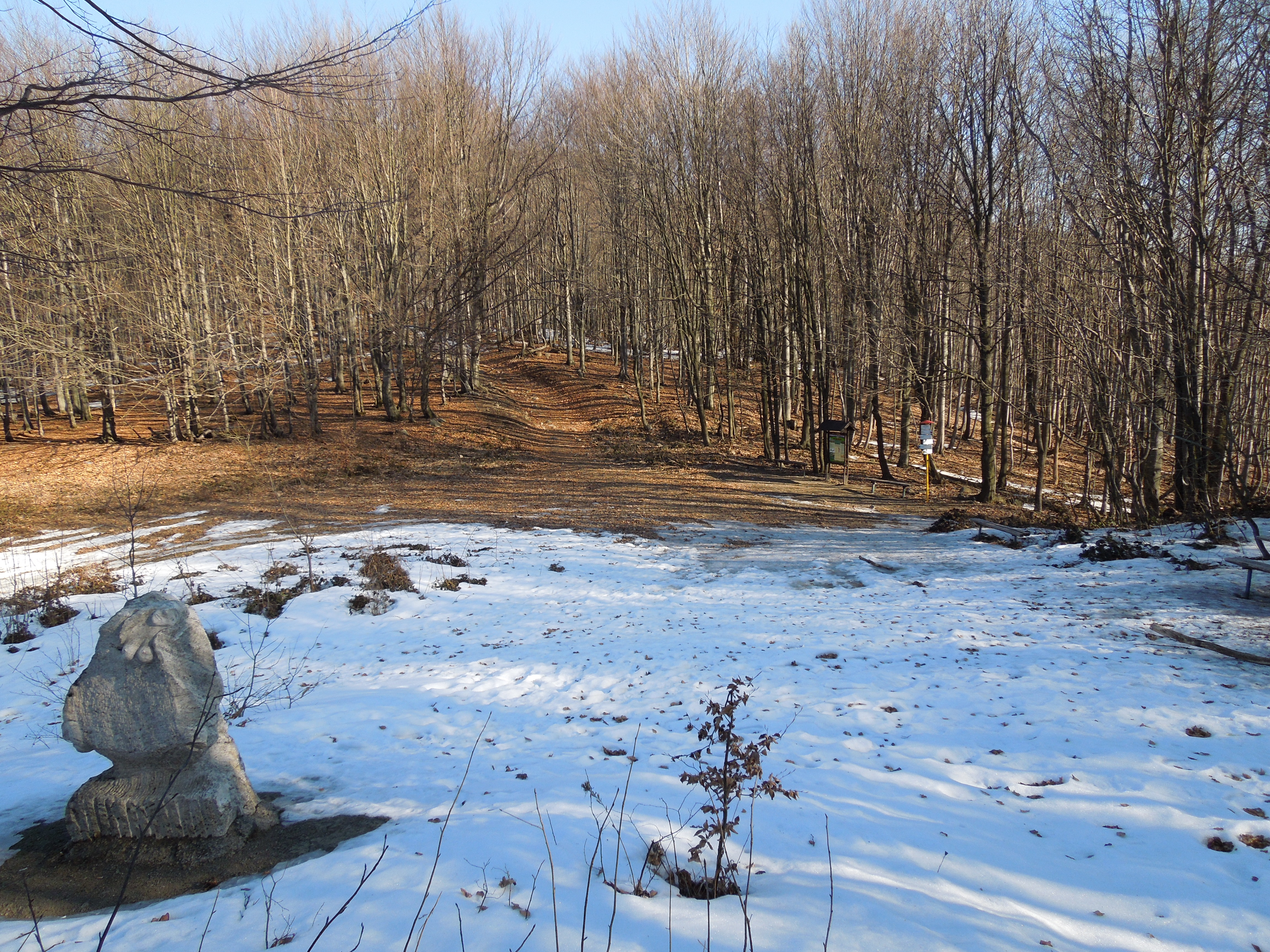
Sedlo Tri podokna v březnu
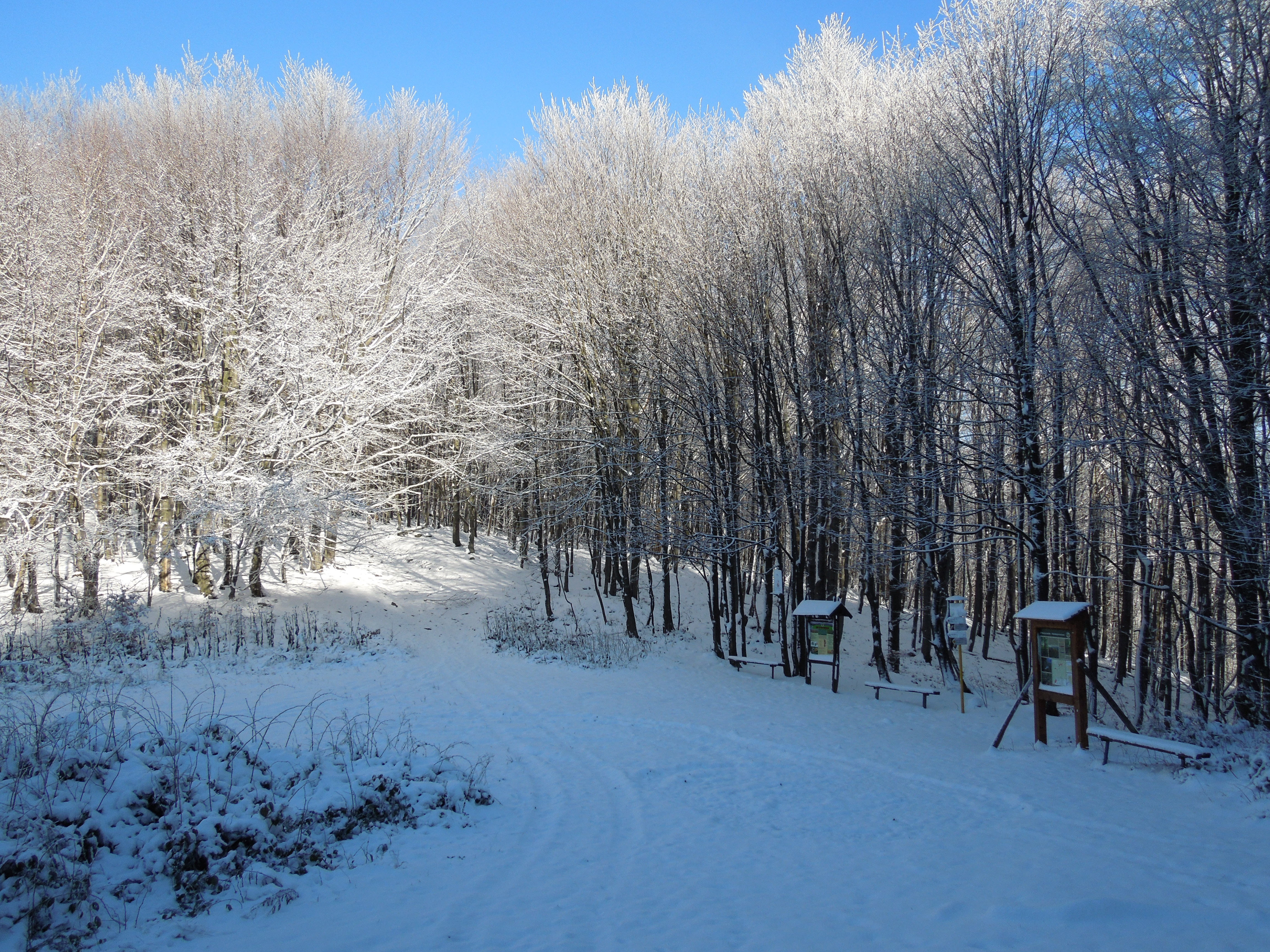
Sedlo Tri podokna v listopadu
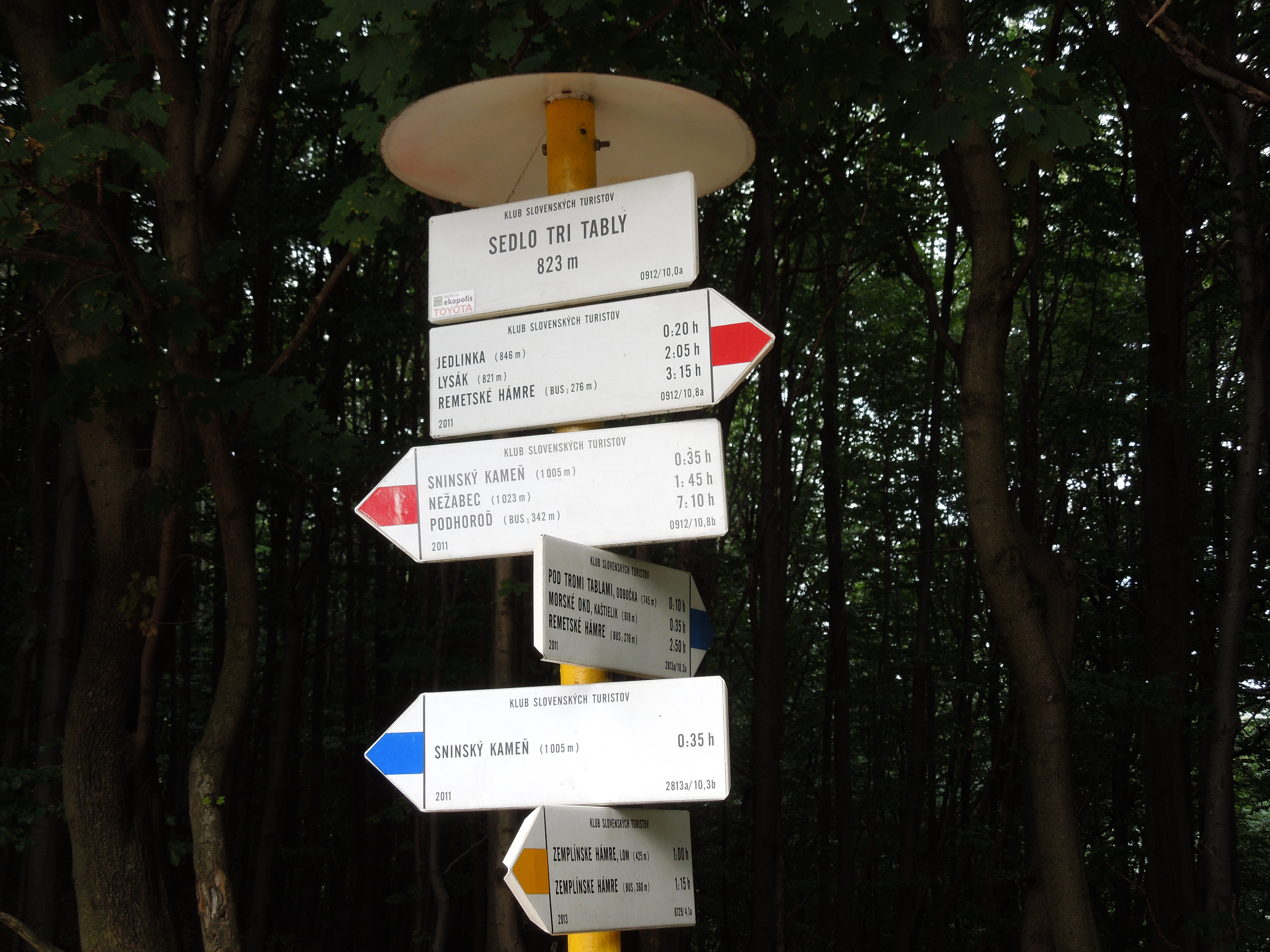
Turistický rozcestník v sedle Tri podokna
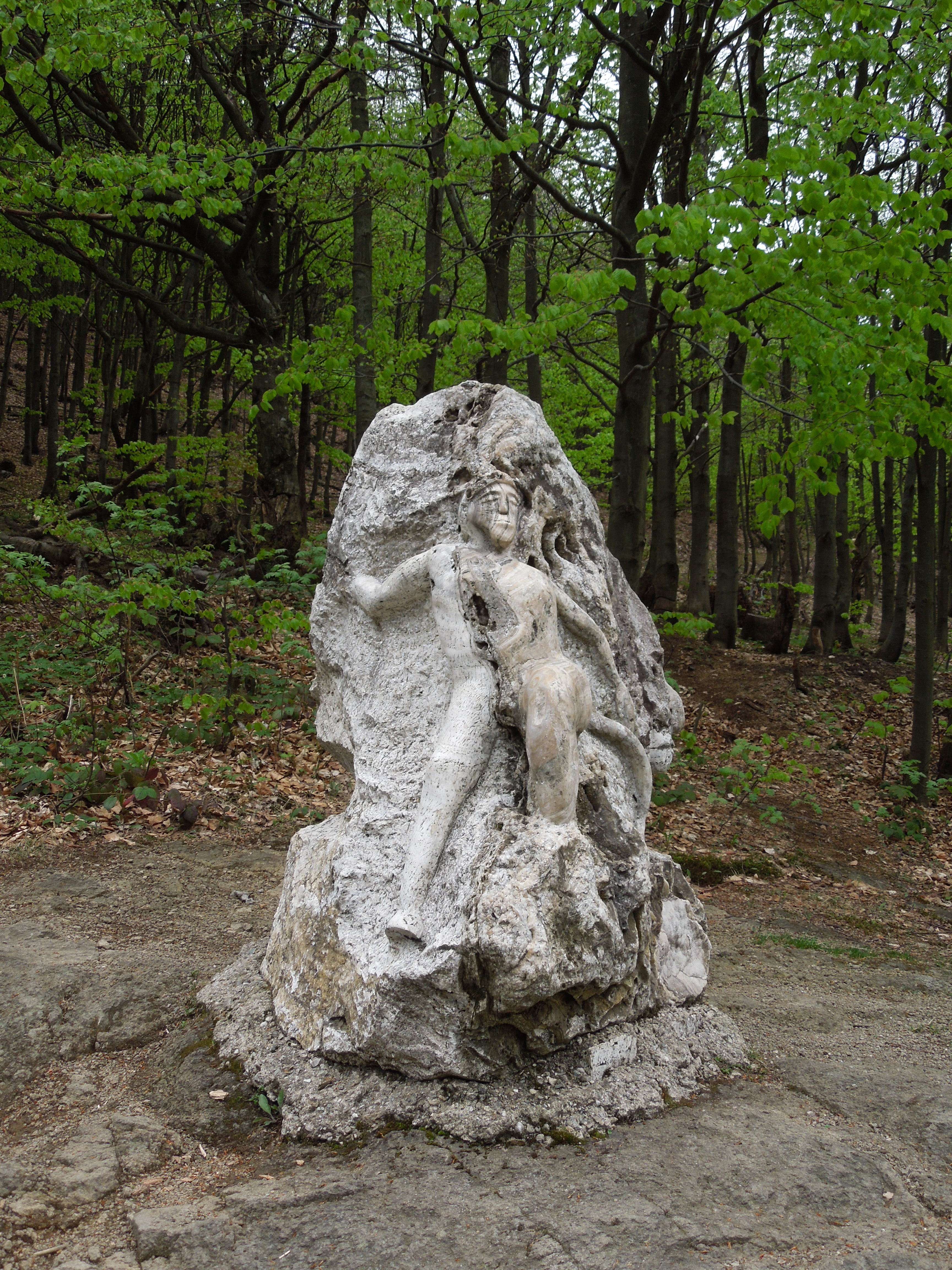
Travertinová socha v sedle Tri podokna, kterou vytesal sochař Ladislav Staňo